# Bastberg
Der Bastberg ist ein 326 Meter hoher Berg in den Nordvogesen im Elsass, Département Bas-Rhin, Grand Est, in der Nähe von Bouxwiller. Er hat zwei Gipfel: den „Petit Bastberg (Kleiner Bastberg)“ (326 m) und den „Grand Bastberg (Großer Bastberg)“ (321 m).
Der „Petit Bastberg“ ist dicht bewaldet, der „Grand Bastberg“ ist unbewaldet und eine trockene Geröllwüste. Die seltsame Bezeichnung, der „Große Bastberg“ ist kleiner als der „Kleine Bastberg“, geht wohl auf den unterschiedlichen Eindruck der beiden aus der Ferne zurück.

## Etymologie
Ob der Name auf den römischen Weingott Bacchus oder auf den christlichen Märtyrer Sebastian zurückgeht, ist umstritten.

## Geographie

### Lage
Der Bastberg gehört zu den Nordvogesen, liegt aber in der Ebene östlich davon zum Rhein hin. Dieser prominenten Lage verdankt er seine Berühmtheit. Außerdem unterscheidet er sich auch geologisch vom Buntsandstein der Vogesen.
Auf dem Berggipfel steht ein großes Kreuz und eine Wanderhütte.

### Geologie
Der Bastberg besteht aus Kalkstein.
Übersetzung der französischen Bezeichnungen, Erdalter und Bodenart.
Oligocene: Oligozän, Konglomerat und Mergel
Lutecien: Lutetium, Lakuster Kalkstein
Bajocien: Mitteljura, Kalkstein

## Geschichte
Der Bastberg ist bekannt für seinen botanischen und geologischen Reichtum. Im 18. Jahrhundert als Ausflugsort beliebt, wurde es zu einer Rohstoffquelle für die Minen von Bouxviller (Administration des Mines de Bouxwiller), die Braunkohle förderte. Chrétien Schroeder entdeckte 1743 erstmals Braunkohle in Bastberg. Sie tritt als kompakte, fast schwarze, etwas bräunliche Masse auf. Diese fossile Kohle ist für die Verbrennung ungeeignet, da sie stark schwefelhaltig ist. Die Bastberger Braunkohle ist jedoch reich an Pyrit und Ton und ermöglicht die Herstellung von Sulfaten, die ihrerseits für die Herstellung von Vitriol (ab 1811) und Alaun (ab 1813) unentbehrlich sind. 1821 als Aktiengesellschaft (Société Anonyme) gegründet, sind die Minen der Ursprung der modernen Ausbeutung des Bastbergs.

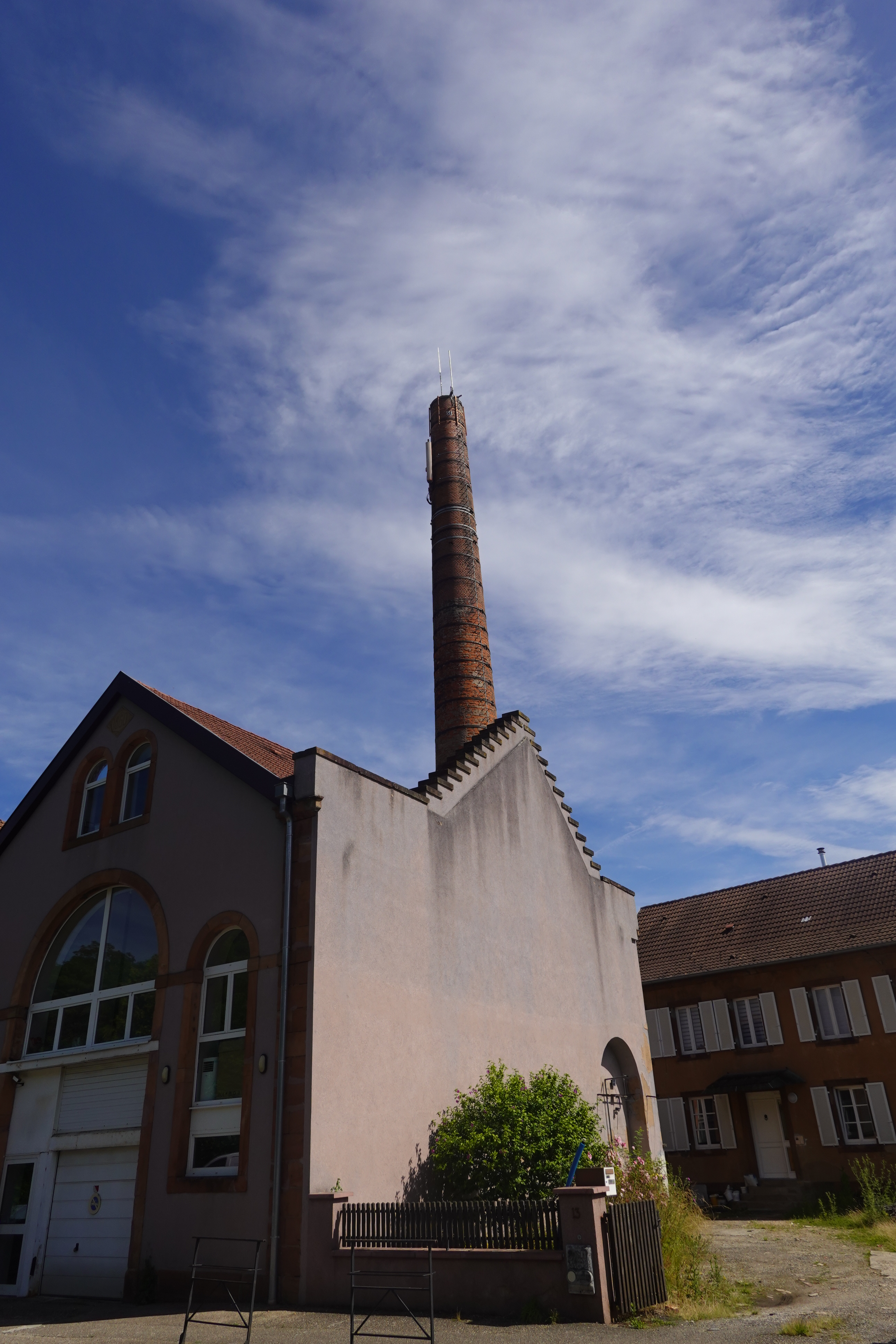
Bouxwiller (Elsass) – ehemalige Chemische Fabrik der Minen von Bastberg

Er entstand aus einem mehr als zwei Kilometer langen Hauptstollen, der der Braunkohleschicht folgte. Unter Tage beförderte ein System von Waggons das Erz zu den Gruben. Die jährlich geförderten Mengen waren mit rund 15.000 Tonnen relativ gering. Die Gesamtmenge an Braunkohle betrug ungefähr 200.000 Tonnen. Angesichts der geringen Größe der Lagerstätte und der häufigen Flutung der Stollen (1500 m³ Wasser mussten täglich im Juli 1859 abgepumpt werden) wurde der Untertagebergbau am 31. Oktober 1881 endgültig eingestellt.
Während seines Studiums in Straßburg besuchte 1770 Johann Wolfgang von Goethe den Berg und war beeindruckt. Der Muschelkalk weckte sein Interesse an Versteinerungen und an der Geologie im Allgemeinen. Außerdem bewunderte er die Aussicht auf die Nordvogesen.

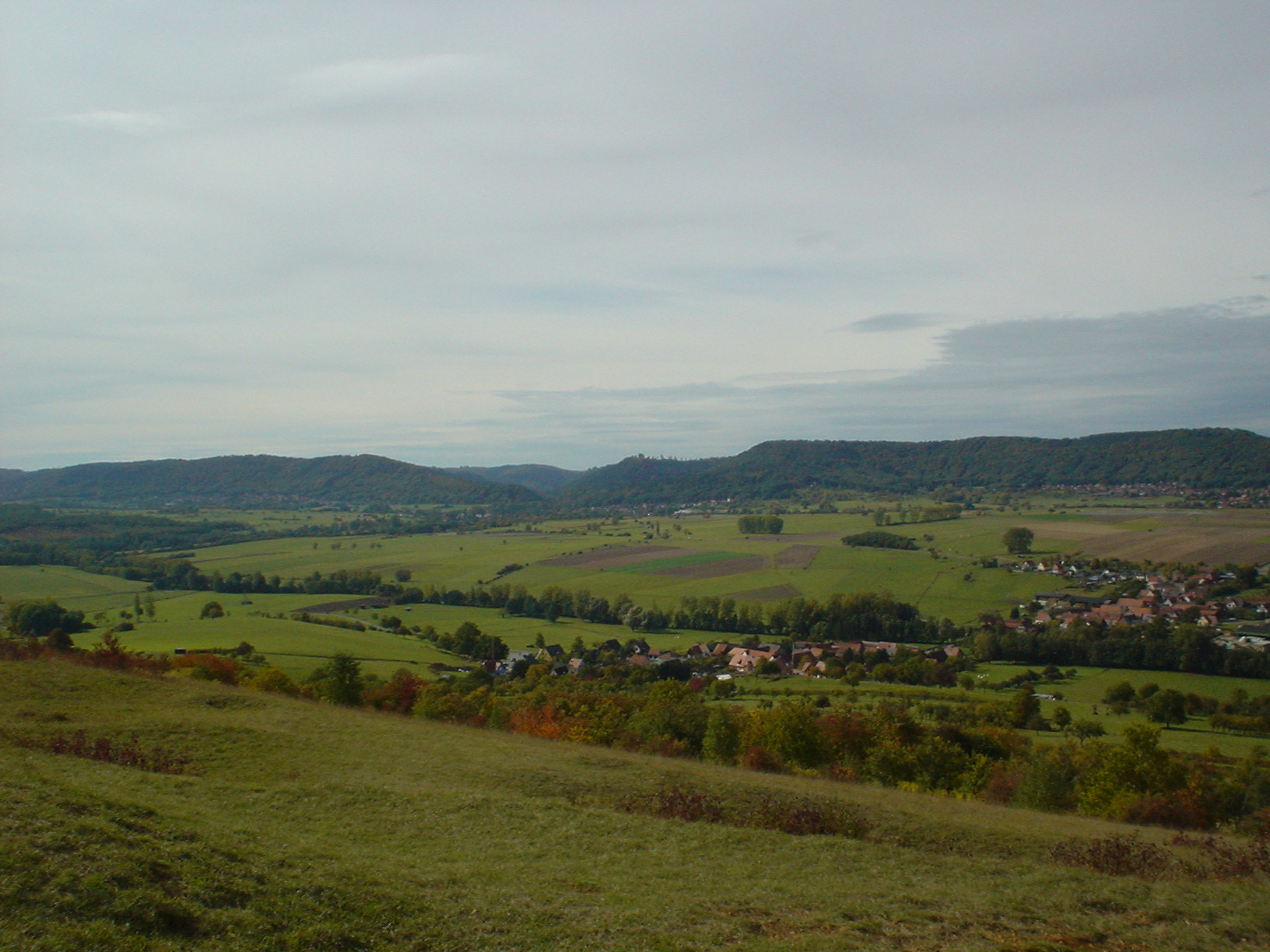
Blick vom Bastberg auf die Nordvogesen und Neuwiller-lès-Saverne

### Mythologie
Auf dem „Großen Bastberg“ stand einst ein Galgen, daher auch sein Name „Galjeberri“ (Galgenberg) im lokalen Dialekt. In der Walpurgisnacht sollen Hexen zum nahegelegenen Mont Saint-Michel (Vogesen)  bei Saverne fliegen und dort ihre Orgien feiern.

## Tourismus
Der Bastberg ist Teil mehrerer Wanderrouten in der Nähe von Bouxwiller.
Natur- und nutzungsgeschichtliche Aspekte (Bergbau) zum Bastberg präsentiert das Musée du Pays de Hanau in Bouxwiller.
Der Bastberg bietet gute Voraussetzungen zu astronomischen Beobachtungen. Der „club d'astronomie du Pays de Hanau (Astronomischer Club im Hanauer Land)“ führt regelmäßig geführte Beobachtungen durch.